# E Agora? Quem Vai Ficar Com a Mamãe?
E Agora? Quem Vai Ficar Com a Mamãe? é uma futura série de televisão brasileira produzida e exibida pelo SBT a partir de 2026. 
Criada por Cristianne Fridman e escrita por Alexandre Teixeira, conta com a direção de Ricardo Mantoanelli.
Contará com Lidi Lisboa, Joaquim Lopes, Stella Miranda, João Peçanha, Laura Luz, Valentina Borlenghi, Mariana Molina e Juliana Knust nos papéis centrais.

## Enredo
Dona Maria (Stella Miranda) é uma matriarca forte e carismática que se vê no centro de tensões e disputas emocionais entre filhos e netos. Entre os conflitos familiares, destaca-se Fabiana (Lidi Lisboa), uma médica dedicada que tenta equilibrar os desafios da carreira com os dilemas da vida pessoal, incluindo o delicado papel de cuidadora da própria sogra, Maria, mãe de seu marido, Nelson (Joaquim Lopes).

## Elenco
| Intérprete          | Personagem                      |
| ------------------- | ------------------------------- |
| Lidi Lisboa         | Fabiana (Dr.ª Fabiana)          |
| Joaquim Lopes       | Nelson Júnior (Delegado Nelson) |
| Stella Miranda      | Maria (Dona Maria)              |
| João Peçanha        | Vitor                           |
| Laura Luz           | Clarisse                        |
| Valentina Borlenghi | A definir                       |
| Bruno Vinícius      | Cadu                            |
| Mariana Molina      | A definir                       |
| Juliana Knust       | A definir                       |
| Juliano Laham       | A definir                       |

## Produção
Com a crise na dramaturgia do SBT, que resultou no desempenho razoável de Poliana Moça (2022–23) e nos fracassos de A Infância de Romeu e Julieta (2023–24) e A Caverna Encantada (2024–25) por conta do desgaste dos folhetins infantis, a emissora anunciou uma "paralização estratégica" da faixa, dando início a alguns boatos sobre a possível retomada de textos adultos, encerrado com Corações Feridos (2012). Houve uma tentativa de adquirir Beleza Fatal, da Max, para fazer teste de público, mas, em nota, o SBT negou a mudança de formato das telenovelas e anunciou que sua próxima produção manteria a linha voltada para a família.
Durante um evento à imprensa em 15 de maio de 2025, Daniela Beyruti anunciou que o SBT iria produzir o seu próprio "dorama", ou seja, passaria a adotar um modelo de séries mais curtas na programação, formato este que não era explorado no canal desde a versão em telessérie do filme Exterminadores do Além contra a Loira do Banheiro em 2021. Além disso, também confirmou a exibição da novela mexicana As Filhas da Senhora Garcia durante o hiato da faixa.
Em junho de 2025, o SBT anunciou a produção de duas séries: a primeira é Refollow, de Íris Abravanel, com essa vindo primeiro na TV ZYN, e a segunda é Quem Vai Ficar Com Mamãe?, do estreante Alexandre Teixeira. Teixeira foi roteirista da Record, trabalhando em textos como Chamas da Vida, Vidas em Jogo, Vitória, Os Dez Mandamentos, Apocalipse, Amor sem Igual e Gênesis.
Posteriormente, a série teve o título modificado para E Agora? Quem Vai Ficar Com a Mamãe?.

### Escolha do elenco
O primeiro nome confirmado no elenco foi o de Lidi Lisboa, marcando a sua estreia no SBT. Depois, o canal confirmou a contratação de Joaquim Lopes, que retorna à emissora desde Amigas & Rivais (2007–08). Juliana Knust, em destaque nas novelas e séries da Record desde 2017, faz sua estreia na emissora. Ao seu lado, Stella Miranda retorna a emissora três anos após sua participação em Poliana Moça (2022–23) assumindo um papel de destaque na nova produção.